# NGC 614
NGC 614 (другие обозначения — NGC 618, NGC 627, UGC 1140, MCG 5-4-75, ZWG 502.118, KCPG 38B, PGC 5933) — линзообразная галактика (S0) в созвездии Треугольник.
NGC 614 входит в состав группы галактик NGC 507.
Этот объект занесён в новый общий каталог несколько раз, с обозначениями NGC 614, NGC 618, NGC 627.
Этот объект входит в число перечисленных в оригинальной редакции «Нового общего каталога».